# Marjolain Dufour
Pour les articles homonymes, voir Dufour.
Marjolain Dufour, né le 28 novembre 1958 à Baie-Comeau, est un syndicaliste et homme politique québécois. De 2003 à 2015, il a été député péquiste de René-Lévesque à l'Assemblée nationale du Québec.

## Biographie

### Jeunesse et formation
Marjolain Dufour détient un diplôme d'études secondaires de la Polyvalente des Rives à Baie-Comeau depuis 1976.
De 1977 à 1998, il est journalier spécialisé chez Alcoa et permanent à la Confédération des syndicats nationaux (CSN) de 1998 à 2003.
Il est vice-président du Syndicat d'aluminium à Baie-Comeau de 1988 à 1995, responsable du Comité tripartite sur l'intégration des femmes dans les milieux non traditionnels à Baie-Comeau de 1989 à 1992, président de la CSN régionale de 1992 à 1998, membre du conseil d'administration du Centre local de développement de Manicouagan de 1995 à 1997, représentant syndical à Emploi-Québec, Conseil régional de développement de la Côte-Nord, de 1995 à 1998 et représentant des travailleurs au Conseil arbitral, Assurance-Emploi de Baie-Comeau de 1998 à 2003.

### Carrière politique
Marjolain Dufour est élu député du Parti québécois dans René-Lévesque en 2003. Il est réélu en 2007, en 2008, en 2012 et en 2014. Il occupe les fonctions de whip adjoint de l'opposition officielle du 16 décembre 2008 au 18 août 2011, de vice-président de la Commission de la santé et des services sociaux du 20 septembre 2011 au 1er août 2012, de whip en chef du gouvernement du 4 décembre 2012 au 5 mars 2014, puis de whip en chef de l'opposition officielle du 17 avril 2014 au 6 septembre 2015. Il démissionne de son poste de député le 10 septembre 2015.